# 兀都带
兀都带（1272年—1302年），元朝大臣，札剌亦兒氏。霸都鲁之孙，安童之子。
他器度宏远。忽必烈时世袭为宿卫长。安童去世后，他人所赠各物，一概不受。1294年，元成宗铁穆耳即位后，为银青荣禄大夫、大司徒，领太常寺事，摄太尉。率领百官在南郊为忽必烈请谥号，尊谥圣德神功文武皇帝，庙号世祖。这是元朝告天请谥的开始。1296年，献上翻译的太宗实录、宪宗实录、世祖实录。他堂侍掖庭，赞画大政，成宗帝后以家人之礼对待他。1302年正月去世，时年三十一岁。1309年，追赠为东平王，谥忠简。其妻怯烈氏，其子拜住。

## 延伸阅读
[在维基数据编辑]
 《新元史/卷119》，出自柯劭忞《新元史》